# ATP Challenger Lyon
Das ATP Challenger Lyon (offizieller Name: Open Sopra Steria de Lyon) ist ein Tennisturnier in Lyon, das 2016 zum ersten Mal ausgetragen wurde. Es ist Teil der ATP Challenger Tour und wird im Freien auf Sand ausgetragen.

## Liste der Sieger

### Einzel
| Jahr | Sieger                    | Finalgegner         | Ergebnis       |
| ---- | ------------------------- | ------------------- | -------------- |
| 2025 | Marco Trungelliti         | Daniel Mérida       | 6:3, 4:6, 6:3  |
| 2024 | Hugo Gaston               | Alexandre Müller    | 6:2, 1:6, 6:1  |
| 2023 | Felipe Meligeni Alves     | Alexander Ritschard | 6:4, 0:6, 7:67 |
| 2022 | Corentin Moutet (2)       | Pedro Cachín        | 6:4, 6:4       |
| 2021 | Pablo Cuevas              | Elias Ymer          | 6:2, 6:2       |
| 2020 | abgesagt                  | abgesagt            | abgesagt       |
| 2019 | Corentin Moutet (1)       | Elias Ymer          | 6:4, 6:4       |
| 2018 | Félix Auger-Aliassime (2) | Johan Tatlot        | 6:73, 7:5, 6:2 |
| 2017 | Félix Auger-Aliassime (1) | Mathias Bourgue     | 6:4, 6:1       |
| 2016 | Steve Darcis              | Thiago Monteiro     | 3:6, 6:2, 6:0  |

### Doppel
| Jahr | Sieger                                 | Finalgegner                        | Ergebnis            |
| ---- | -------------------------------------- | ---------------------------------- | ------------------- |
| 2025 | Hsu Yu-hsiou Kaichi Uchida             | Luca Sanchez Seita Watanabe        | 1:6, 6:3, [12:10]   |
| 2024 | Manuel Guinard (2) Grégoire Jacq (2)   | Markos Kalovelonis Wladyslaw Orlow | 4:6, 6:3, [10:6]    |
| 2023 | Manuel Guinard (1) Grégoire Jacq (1)   | Constantin Frantzen Hendrik Jebens | 6:4, 2:6, [10:7]    |
| 2022 | Romain Arneodo Jonathan Eysseric       | Sander Arends David Pel            | 7:5, 4:6, [10:4]    |
| 2021 | Martín Cuevas Pablo Cuevas             | Tristan Lamasine Albano Olivetti   | 6:3, 7:62           |
| 2020 | abgesagt                               | abgesagt                           | abgesagt            |
| 2019 | Philipp Oswald Filip Polášek           | Simone Bolelli Andrea Pellegrino   | 6:4, 7:62           |
| 2018 | Elliot Benchetrit Geoffrey Blancaneaux | Hsieh Cheng-peng Luca Margaroli    | 6:3, 4:6, [10:7]    |
| 2017 | Sander Gillé Joran Vliegen             | Gero Kretschmer Alexander Satschko | 6:72, 7:62, [14:12] |
| 2016 | Grégoire Barrère Tristan Lamasine      | Jonathan Eysseric Franko Škugor    | 2:6, 6:3, [10:6]    |